# Kühlmittel
Kühlmittel sind gasförmige, flüssige oder feste Stoffe oder Stoffgemische, die zum Abtransport von Wärme eingesetzt werden und die Wärme zu einer Wärmesenke leiten. Die Wärme wird in Form thermischer Energie unter Temperaturerhöhung des Kühlmittels oder in Form von Umwandlungsenthalpie (früher „latente Wärme“ genannt) unter Änderung des Aggregatzustandes (Schmelzen, Verdampfen) des Kühlmittels abgeführt.

## Abgrenzung Kühlmittel
Gelegentlich werden Kältemittel fälschlich als Kühlmittel bezeichnet. Ein Kältemittel wird in einem thermodynamischen Kreisprozess eingesetzt, um ein Medium unterhalb der Umgebungstemperatur abzukühlen. Ein Kühlmittel wird in einem Kühlzyklus eingesetzt, um die Enthalpie (Wärmeenergie) entlang des Temperaturgradienten einer Wärmesenke zuzuführen. Als Wärmesenke eignet sich die Umgebungsluft, Flusswasser oder das Erdreich.
Der Oberbegriff Wärmeträger umfasst neben Kühlmittel auch Heizmittel (Heizmedium) bzw. Kälteträger; die Zuordnung ist nicht immer eindeutig und wird nach Anwendungszweck bzw. Temperaturbereich getroffen. In technologischen Prozessen wird vorwiegend Wasser, Sole, Luft oder Thermalöl als Kühlmittel bzw. Wärmeträger verwendet. Für die indirekte Wärmeübertragung von dem Kühlmittel an die Umgebung liegt bei der Verwendung gasförmiger Kühlmittel die ökonomische Temperaturdifferenz bei ca. 40 K; bei einer Wasserkühlung von 10 K.

## Anforderungen an Kühlmittel
Bei der Aufnahme von Wärme wird die innere Energie des Kühlmittels erhöht. Dies kann durch eine Temperaturerhöhung des Kühlmittels oder durch eine Änderung des Aggregatzustands, fest zu flüssig oder flüssig zu gasförmig erfolgen.

### Wärmeübertragung ohne Änderung des Aggregatzustands
Bei einem Wärmeübergang ohne Änderung des Aggregatzustands des Kühlmittels werden folgende Anforderungen an das Kühlmittel gestellt:
- hohe spezifische Wärme, um den Kältemittelvolumenstrom und den Energieaufwand für die Umwälzung (Verdichter, Pumpe) gering zu halten,
- niedrige Viskosität, um die Druckverluste in den Apparaten und den Energieaufwand für die Umwälzeinrichtungen niedrig zu halten,
- kein Ausfällen von Kühlmittelinhaltsstoffen (z. B. Salze) in den Komponenten des Kühlsystems,
- Werkstoff-Medienbeständigkeit von Kühlmittel und Komponenten des Kühlsystems,
- Vermeidung der Ablagerungen von Begleitstoffen in dem Kühlmittel (Filter),
- Das Kühlmittel muss in dem Temperaturbereich der Anwendung chemisch stabil sein.
- Sind neben der Temperatur andere Ansprüche zu erwarten, so muss das Kühlmittel auch diesen gegenüber stabil sein (z. B. Radiolyse)

### Wärmeübertragung mit Änderung des Aggregatzustands
- hohe spezifische Schmelz- bzw. Verdampfungsenthalpie, um den Kühlmittelvolumenstrom gering zu halten.
- Bei der indirekten Kühlung mit einem Wärmetauscher für die Verdampfung des Kühlmittels kann die Abkühltemperatur durch den Druck im Kühlsystem eingestellt werden (Kühlung bei einer bestimmten Sattdampftemperatur). Das Kondensat muss in dem Prozess ggf. zurückgeführt werden.
- Bei einer direkten Kühlung mittels Verdampfung entstehen Dampfschwaden, die abgeleitet werden müssen und das zu kühlende Gut nicht beeinträchtigen dürfen.
- Bei Schmelzprozessen muss das Kondensat abgeführt werden.
- Umweltauswirkungen durch die Freisetzung von Gasen oder Flüssigkeiten sind zu beachten.

### Besondere Anwendungsspezifische Anforderungen
- Das Kühlmittel sollte nach Möglichkeit nicht oder nur in vertretbarem Ausmaß korrodierend wirken.
- Nach Möglichkeit sollten explosive Reaktionen mit Teilen der Anlage oder der Umgebung auszuschließen sein (z. B. reagieren Wasser und Alkalimetall explosiv miteinander).
- Bei kerntechnischen Anlagen kann je nach Einsatzgebiet die Eigenschaft als Neutronenmoderator erwünscht oder eben gerade nicht erwünscht sein. Flüssige Kühlmittel, welche hauptsächlich als Neutronengift in Erscheinung treten, können schlimmstenfalls zu einem positiven Dampfblasenkoeffizient führen, welcher ein zentraler Faktor beim Reaktorunfall von Tschernobyl war.

## Art der Kühlung
Kühlflüssigkeiten können das Kühlgut direkt oder indirekt über einen Wärmetauscher kühlen.

### Direkte Kühlung
- Abschrecken von heißem Metall in einem Wasser- oder Ölbad (z. B. das Härten von dafür geeignetem Stahl).
- Kühlschmiermittel und Schneidöl dienen zum Kühlhalten des Werkstücks durch Aufnahme der Reibwärme beim Verformen des Spans sowie Schmierung der Berührfläche zwischen Span und Schneidwerkzeug bei der spanabhebenden Bearbeitung (Bohren, Sägen, Fräsen, Drehen).
- Dusche im Strandbad, der Körper kann auch an der Oberfläche 37 °C erreichen, mit Wasser aus der Dusche von 20 °C Temperatur wird die Haut gut spürbar gekühlt, dort wo das Wasser frisch auftritt bald auf nur wenig über der ursprünglichen Wassertemperatur. Während das Wasser den Körper entlangrinnt, erwärmt es sich durch dem Körper entzogene Wärme. Streicht nun Wind zusätzlich über die benetzte Haut, kann Verdunsten von Wasser zusätzliche Wärmeabfuhr und damit weitere Temperaturerniedrigung erzeugen, sofern die ankommende Luft höchstens gleich warm wie die Haut und dabei nicht wasserdampfgesättigt ist.

### Indirekte Kühlung
Im Fall der indirekten Kühlung erfolgt eine Trennung der Stoff-Kreisläufe durch feste Wandung zwischen Kühlflüssigkeit und dem zu kühlenden Fluid (Gas, Flüssigkeit), z. B.:
- Verbrennungsmotor-Kühlmittelumlauf: Luft durchströmt den metallischen, mit gewellten Lamellen in der Oberfläche vergrößerten Kühler. Hier ist die Umgebungsluft das Kühlmedium. Die so herabgekühlte umlaufende Flüssigkeit (Wasser-Glykol-Gemisch) kühlt in einem mit einer Wasserpumpe angetriebenen Kreislauf die heißen Teile des Motors herunter (besonders den Zylinderkopf).
- Kernreaktoren: in den meisten Reaktoren wird die erzeugte Wärme durch Wasser abgeführt. Beim Druckwasserreaktor wird dieser (womöglich radioaktiv kontaminierte) Primärkreislauf über Wärmetauscher von einem nicht-radioaktiven Sekundärkreislauf gekühlt. Das der Umgebung entzogene Kühlwasser bildet einen dritten Kreislauf. Erster und zweiter Kreislauf stehen unter erhöhtem Druck, der Dritte nicht.

## Verwendung von Kühlmitteln

### Kühlwasser
Wasser ist das am häufigsten verwendete Kühlmittel. Bei der Durchlaufkühlung wird das erwärmte Wasser nach einmaligem Gebrauch abgeleitet. Bei der Zirkulationskühlung strömt das Kühlwasser in einem Kühlkreislauf und dient dem Transport von Wärmeenergie durch Konvektion. In beiden Fällen spricht man von Wasserkühlung.
Eine bekannte Anwendung ist die Kühlung von thermodynamischen Kreisprozessen zur Gewinnung von mechanischer Energie in Kraftwerken oder Verbrennungsmotoren. 
Weitere Beispiele sind Baugruppen der Leistungselektronik, Hochleistungs-Laser, Senderöhren und Magnetrons.
Bei offenen Kühlwasserkreisläufen lassen sich durch die Verdunstungskälte und intensivere Durchmischung von zu kühlendem Wasser und der kühlenden Luft auch niedrigere Temperaturen erreichen. Beispiel sind die Kühltürme von Kraftwerken oder Kältemaschinen für Eislaufbahnen.
Stationäre Verbrennungsmotoren besitzen bisweilen einen drucklosen Wassermantel um den Zylinder mit einer Öffnung, aus der Wasser verdampft und so den Motor kühlt („Siedekühlung“). Das verdampfte Wasser muss regelmäßig ersetzt werden.

#### Eigenschaften
Kühlwasser gibt es in vielen verschiedenen Zusammensetzungen, je nach Einsatzort und -gebiet. Verschmutzungen von Anlagen durch Bestandteile des Kühlwassers werden durch Verwendung von deionisiertem Wasser oder durch Zusätze verhindert. Das Wachstum von Mikroorganismen wird Fouling genannt, es kann durch Zusätze und/oder lichtundurchlässige Leitungen und Tanks verhindert werden.
Oft wird dem Kühlwasser in geschlossenen Kühlkreisläufen Frostschutzmittel zugesetzt, um ein Einfrieren im Winter zu verhindern, wie zum Beispiel bei der Kühlflüssigkeiten bei Autos oder Solarflüssigkeiten.

#### Einleitwerte
Wasser, das durch häuslichen, gewerblichen, landwirtschaftlichen oder sonstigen Gebrauch in seinen Eigenschaften verändert wird, ist nach § 54 Abs. 1 Wasserhaushaltsgesetz (WHG) vom 31. Juli 2009 (BGBl. I S. 2585) und die Schweizer Schmutzwasser-Entsorgungs-Norm SN 592'000 Abwasser. Entsprechend ist Kühlwasser, dass einen Kühlkreislauf in flüssiger Form verlässt, Abwasser. Es muss hinsichtlich der Einleitwerte überwacht und gegebenenfalls behandelt werden.
Für Direkteinleiter ist hinsichtlich der Temperatur in der BRD die Oberflächengewässerverordnung relevant. Auch ist das Verschlechterungsverbot und Verbesserungsgebot gemäß § 27 WHG zu beachten. Bei Indirekteileitung kommen die Vorgaben von dem jeweiligen Abwasserverband. In Frankreich liegt seit 2006 der zulässige Höchstwert für in Gewässer zurückgeleitetes Kühlwasser bei 28 Grad. Bei Wassertemperaturen von über 28 Grad ist der Sauerstoffgehalt des Wassers so niedrig, dass den Fischen Erstickung droht.

### Flüssige Metalle
In Kernreaktoren wird teilweise Natrium oder NaK-78 (eutektisches Gemisch aus 22 % Natrium und 78 % Kalium) im Kühlmittelkreislauf eingesetzt. Das Kühlmittel hat gute Wärmeübertragungseigenschaften und einen großen nutzbaren Temperaturbereich. Natrium schmilzt schon bei 98 °C, siedet aber erst bei 883 °C. NaK-78 schmilzt bei −12,6 °C und siedet bei 785 °C.
Je nach Anwendung kommen aber auch andere Metalle (Natrium, Quecksilber, NaK, Blei-Bismut), Salzlösungen, Flüssigsalz zum Einsatz.

### Öl
Ölkühlung wird dort eingesetzt, wo besonders gute elektrische Isoliereigenschaften erforderlich sind. Das ist z. B. bei Röntgenröhren, großen Transformatoren, aber auch großen Kondensatoren und Leistungsschaltern der Fall. Öl besitzt zwar nicht die hohe Wärmekapazität wie Wasser und ist auch eher höherviskos, hat aber einen höheren Siedepunkt.
Bei der spanenden Metallbearbeitung werden Kühlschmierstoffe eingesetzt, die eine zu starke Erhitzung des Werkzeuges oder des zu bearbeitenden Materials durch die Reibung verhindern.
Früher wurden in Transformatoren und Leistungskondensatoren polychlorierte Biphenyle (PCB) (z. B. Dichlorphenyl) als Kühlöle eingesetzt. Sie besitzen hervorragende Isoliereigenschaften und sind überdies nicht brennbar. Heute ist ihr Einsatz aufgrund ihrer Giftigkeit verboten. Als PCB-Ersatz, aber auch als Ersatz für das klassische Mineralöl, werden schon seit über 25 Jahren synthetische organische Ester in Transformatoren eingesetzt. Hierbei handelt es sich um gesättigte Pentaerythrittetrafettsäureester, welche sich durch einen hohen Flammpunkt (>250 °C) und eine hohe Zündtemperatur (>375 °C) auszeichnen und somit wie PCB nicht brennbar sind. Darüber hinaus ist die Esterflüssigkeit ungiftig, leicht biologisch abbaubar und als nicht wassergefährdend eingestuft. Die Isoliereigenschaften sind mit denen von Mineralöl, welches klassischer Weise als Isolieröl in Transformatoren eingesetzt wird, und mit denen von PCB vergleichbar.

### Alkohol
In Flugzeugen wird aufgrund seiner Frostsicherheit, seiner geringen Viskosität und entfallendem Fouling teilweise reines Ethanol als Kühlflüssigkeit eingesetzt.